# プラチナシングルシリーズ 南沙織
『プラチナシングルシリーズ 南沙織』は、1989年3月21日に発売されたヒットシングル2曲を収録した南沙織の8cmCD全2作品。
シンシアの8cmCD作品としては、『Cynthia Story』以来2, 3作目。

## 17才/純潔

### 解説
ジャケットの上半分には、シングル『17才』の蟹が印刷されている服を着たシンシアの写真が使われている。
下半分には、ローマ字で『Platinum Single SERIES』というロゴが書かれている。
また純潔にはふりがながふられている。
規格品番は、10EH-3193。

### 収録曲
- 2曲とも作詞: 有馬三恵子、作曲・編曲: 筒美京平

1. 17才
2. 純潔

## 色づく街/人恋しくて

### 解説
ジャケットの上半分には、シングル『色づく街』のシンシアの写真が使用されている。
下半分には、ローマ字で『Platinum Single SERIES』というロゴが書かれている。
規格品番は、10EH-3194。

### 収録曲
1. 色づく街
作詞: 有馬三恵子、作曲・編曲: 筒美京平
2. 人恋しくて
作詞: 中里綴、作曲: 田山雅充、編曲: 水谷公生

## 関連作品
- Golden Single Series 人恋しくて/哀しい妖精
- メモリアル・ヒットバンク・シリーズ 南沙織
- ドーナツ盤型12cmCDコレクション